# Nexus 7 (2013)
Thế hệ thứ hai của Nexus 7 là một chiếc máy tính bảng cỡ nhỏ chạy hệ điều hành Android do Google và Asus đồng phát triển. Nó là chiếc máy tính bảng thứ ba trong dòng Google Nexus, là một nhóm thiết bị điện tử tiêu dùng Android được quảng bá bởi Google và xây dựng bởi các đối tác nhà sản xuất phụ tùng gốc. Sau thành công của Nexus 7 ban đầu, thế hệ thứ hai của thiết bị này được phát hành vào ngày 26 tháng 7 năm 2013, sớm hơn bốn ngày so với dự kiến ban đầu do các nhà bán lẻ ra mắt sản phẩm sớm. Máy tính bảng này là thiết bị đầu tiên xuất xưởng kèm với Android phiên bản 4.3.
Đây là máy tính bảng thứ hai của Google có màn hình 7 in (180 mm), với tên mã "Razor",, có nhiều nâng cấp so với phiên bản trước, bao gồm bộ xử lý Snapdragon S4 Pro bốn nhân 1.5 GHz, bộ nhớ RAM 2 GB, màn hình hiển thị với độ phân giải 1920×1200 (mật độ điểm ảnh 323 hay 127 ppcm), máy ảnh kép (trước 1.2 MP, sau 5 MP), loa stereo, tích hợp sạc không dây Qi, và một cổng SlimPort (thông qua kết nối micro USB) có khả năng xuất đầy đủ video độ nét cao ra màn hình bên ngoài.

## Tính năng

### Biến thể
| Phiên bản | ME571K/K008 | ME571KL NA/K009                                          | ME571KL EU/K009                                          |
| --------- | ----------- | -------------------------------------------------------- | -------------------------------------------------------- |
| Bộ nhớ    | 16/32 GB    | 32 GB                                                    | 32 GB                                                    |
| Nhà mạng  | Không có    | AT&T, T-Mobile, Verizon                                  | Many                                                     |
| 4G        | Không có    | LTE: 1/2/3/4/5/13/17 700/750/850/1700/1800/1900/2100 MHz | LTE: 1/2/3/4/5/7/20 800/850/1700/1800/1900/2100/2600 MHz |
| 3G        | Không có    | HSPA+: 1/2/4/5/8 850/900/1700/1900/2100                  | HSPA+: 1/2/4/5/8 850/900/1700/1900/2100                  |
| 2G        | Không có    | GSM: 850/900/1800/1900 MHz                               | GSM: 850/900/1800/1900 MHz                               |

## Sự tiếp nhận
Thế hệ thứ hai của Nexus 7 nhận được nhiều yêu thích với rất nhiều nhận xét khẳng định rằng nó là máy tính bảng 7-inch tốt nhất trên thị trường. Những người đánh giá khen ngợi thiết bị cho kích thước của nó, thiết kế, màn hình hiển thị, giá, camera trước, giao diện người dùng hiện đại và số lượng các ứng dụng Android được tối ưu hóa cho máy tính bảng ngày càng nhiều. Nó được ca ngợi là một cải tiếng đáng chú ý so với thiết bị tiền nhiệm. Thiết bị cạnh tranh với nó gồm iPad Mini, Kindle Fire HDX và Samsung Galaxy Tab 3 7.0.